# Propolidium
Propolidium — рід грибів. Назва вперше опублікована 1884 року.